# Rodange
Rodange (en alemán, Rodingen) es una comuna, ciudad o municipio luxemburgués al Este de Pétange, la comuna es reconocida por el Mirador de Lamadelaine. 

## Cultura

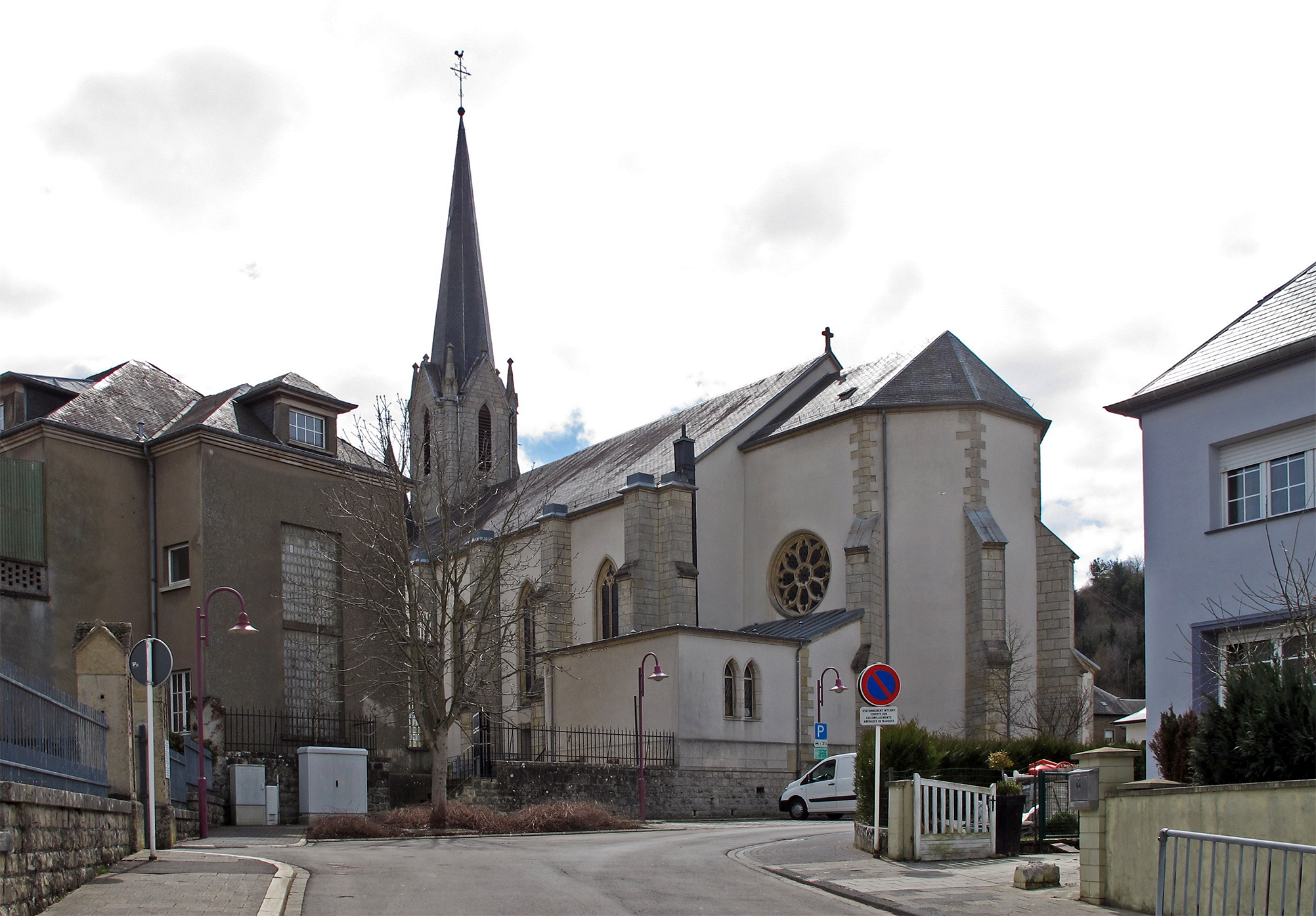
Iglesia de Rodange

Esta es la Iglesia ubicada en Rodange.

## Transporte
La ciudad tiene una estación de ferrocarril servida por trenes CFL Rodange está situado en la línea 70, que conecta el suroeste del país con la Ciudad de Luxemburgo; en Rodange, la línea se ramifica y se conecta tanto a Athus como la ciudad francesa de Longuyon (a través de Longwy)

## Trabajos de Acero
La acería en Rodange se fundó en 1872. Después de numerosas fusiones y reestructuraciones a partir de 2010, la planta ahora produce principalmente productos de acero largos y ahora forma parte de ArcelorMittal Rodange & Schifflange SA, una división de ArcelorMittal.

## Deporte
- FC Rodange 91 juega en la Division Nationale, su estadio es el Stade Joseph Philippart con capacidad para 3,400 espectadores, el equipo fue formado en 1991 con la fusión de FC Chiers y FC Racing Rodange.
- FC Chiers Rodange fue un equipo fundado en 1907 y desapareció en 1991, jugó en el Campeonato de Luxemburgo de fútbol 1938-1939.
- FC Racing Rodange fue un equipo fundado en 1931 y desapareció en 1991, también jugó en la Division Nationale.[2]

Escudo de FC Rodange 91.